# Pa' la kalle 1972: The Beginning...
Pa' la kalle 1972: The Beginning es el nombre del tercer y último (god assasins es el tercero) álbum de estudio del fallecido cantante puertorriqueño Mexicano 777. Fue lanzado el 8 de noviembre de 2005, por Universal Music Latino. Contó con las colaboraciones de Arcángel, Ivy Queen, De La Ghetto, Alex Kyza, Taino, Memory, J-Cost, Masta Masta, Yan-Kel, Bigademus, Don Quino y Sandy.

## Lista de canciones
| N.º   | Título                                                        | Duración |  |
| 1.    | «Intro 777»                                                   | 1:31     |  |
| 2.    | «Todo mi corillo» (con Alex Kyza y Memory)                    | 3:31     |  |
| 3.    | «Traga 777 (Remix)» (con Taino)                               | 4:05     |  |
| 4.    | «Madre no llores» (con Ivy Queen)                             | 4:00     |  |
| 5.    | «Pay Back (Nyce Guy)» (con J-Cost)                            | 3:45     |  |
| 6.    | «Tu papá»                                                     | 3:37     |  |
| 7.    | «I'm A Murdera (Como tiemblan)» (con Arcángel y De La Ghetto) | 4:12     |  |
| 8.    | «Guarani»                                                     | 3:27     |  |
| 9.    | «Interlude»                                                   | 0:55     |  |
| 10.   | «Se testigo (Remix)»                                          | 3:37     |  |
| 11.   | «Pa' la kalle» (con Masta Masta)                              | 4:24     |  |
| 12.   | «Huellas en mi loceta (Ven My Gial)» (con Yan-Kel)            | 4:23     |  |
| 13.   | «High Surfing» (con Biggademus)                               | 5:18     |  |
| 14.   | «Ira callejera»                                               | 4:25     |  |
| 15.   | «Potranca» (con Don Quino, Sandy y Yan-Kel)                   | 2:56     |  |
| 16.   | «Reina solo una (Entre Uds y yo)»                             | 3:54     |  |
| 17.   | «Dame lo que tu quieras»                                      | 3:17     |  |
| 61:17 |                                                               |          |  |